# Томаш Зіб
Томаш Зіб (чеськ. Tomáš Zíb; нар. 31 січня 1976) — колишній чеський тенісист.
Найвищу одиночну позицію світового рейтингу — 51 місце досяг 25 липня 2005, парну — 65 місце — 13 лютого 2006 року.
Здобув 1 парний титул.
Найвищим досягненням на турнірах Великого шолома було 2 коло в одиночному та парному розрядах.
Завершив кар'єру 2012 року.

## Фінали турнірів ATP за кар'єру

### Парний розряд: 2 (1–1)
| Легенда                         |
| ------------------------------- |
| Турніри Великого шлема (0–0)    |
| Фінали Світового туру ATP (0–0) |
| Серія Мастерс ATP (0–0)         |
| Серія турнірів ATP (0–1)        |
| Світова серія ATP (1–0)         |

| Фінали за покриттям |
| ------------------- |
| Тверде (0–0)        |
| Ґрунт (1–1)         |
| Трава (0–0)         |
| Килим (0–0)         |

| Фінали за типом корту |
| --------------------- |
| Відкритий корт (1–1)  |
| Закритий корт (0–0)   |

| Результат | В-П | Дата     | Турнір                           | Рівень           | Покриття | Партнер    | Суперники                              | Рахунок       |
| --------- | --- | -------- | -------------------------------- | ---------------- | -------- | ---------- | -------------------------------------- | ------------- |
| Поразка   | 0–1 | Лют 2005 | Abierto Mexicano TELCEL, Мексика | Серія Чемпіоншип | Ґрунт    | Їржі Ванек | Давид Феррер Сантьяго Вентура Бертомеу | 6–4, 1–6, 4–6 |
| Перемога  | 1–1 | Кві 2006 | Валенсія, Іспанія                | Серія Інтернешнл | Ґрунт    | Давід Шкох | Лукаш Длоуги Павел Візнер              | 6–4, 6–3      |

## Фінали ATP Челленджер і ITF Ф'ючерс

### Одиночний розряд: 17 (8–9)
| Легенда              |
| -------------------- |
| ATP Челленджер (7–9) |
| ITF Ф'ючерс (1–0)    |

| Фінали за покриттям |
| ------------------- |
| Тверде (1–4)        |
| Ґрунт (7–4)         |
| Трава (0–0)         |
| Килим (0–1)         |

| Результат | В-П | Дата     | Турнір                                                 | Рівень     | Покриття | Суперник              | Рахунок                  |
| --------- | --- | -------- | ------------------------------------------------------ | ---------- | -------- | --------------------- | ------------------------ |
| Перемога  | 1–0 | Лип 1998 | Тампере, Фінляндія                                     | Челленджер | Ґрунт    | Томмі Ленго           | 4–6, 6–2, 7–6            |
| Перемога  | 2–0 | Сер 1998 | Стамбул, Туреччина                                     | Челленджер | Тверде   | Петр Лукса            | 4–6, 6–2, 6–1            |
| Поразка   | 2–1 | Чер 1999 | Фюрт, Німеччина                                        | Челленджер | Ґрунт    | Роналд Ейдженор       | 2–6, 6–7                 |
| Перемога  | 3–1 | Лип 1999 | Ґрац, Австрія                                          | Челленджер | Ґрунт    | Хуан Карлос Ферреро   | 7–6, 6–1                 |
| Перемога  | 4–1 | Кві 2002 | Німеччина F1, Гоенбрунн                                | Ф'ючерс    | Ґрунт    | Ян Вайнцірль          | 6–4, 6–1                 |
| Перемога  | 5–1 | Чер 2002 | Велике герцогство Саксен-Веймар-Ейзенахське, Німеччина | Челленджер | Ґрунт    | Олів'є Мютіс          | 7–6(7–5), 6–2            |
| Поразка   | 5–2 | Лип 2002 | Оберштауфен, Німеччина                                 | Челленджер | Ґрунт    | Ніколя Томанн         | 6–7(6–8), 4–6            |
| Перемога  | 6–2 | Лип 2002 | Гілверсум, Нідерланди                                  | Челленджер | Ґрунт    | Флоран Серра          | 7–6(7–3), 6–1            |
| Поразка   | 6–3 | Лип 2003 | Кошиці, Словаччина                                     | Челленджер | Ґрунт    | Рубен Рамірес Ідальго | 3–6, 6–4, 4–6            |
| Поразка   | 6–4 | Сер 2003 | Сеговія, Іспанія                                       | Челленджер | Тверде   | Рафаель Надаль        | 2–6, 6–7(1–7)            |
| Перемога  | 7–4 | Сер 2004 | Познань, Польща                                        | Челленджер | Ґрунт    | Хуан Пабло Бжезіцькі  | 6–7(4–7), 7–6(7–3), 6–3  |
| Перемога  | 8–4 | Кві 2005 | Пейджет, Бермудські Острови                            | Челленджер | Ґрунт    | Крістоф Вліген        | 6–7(8–10), 7–6(8–6), 6–1 |
| Поразка   | 8–5 | Січ 2006 | Гайльбронн, Німеччина                                  | Челленджер | Килим    | Робін Содерлінг       | 1–6, 4–6                 |
| Поразка   | 8–6 | Лют 2006 | Вроцлав, Польща                                        | Челленджер | Тверде   | Лукаш Длоуги          | 6–7(2–7), 6–2, 3–6       |
| Поразка   | 8–7 | Лис 2006 | Гельсінкі, Фінляндія                                   | Челленджер | Тверде   | Міхаель Беррер        | 2–6, 6–3, 3–6            |
| Поразка   | 8–8 | Лют 2007 | Вроцлав, Польща                                        | Челленджер | Тверде   | Вернер Ешауер         | 7–5, 4–6, 4–6            |
| Поразка   | 8–9 | Вер 2007 | Трнава, Словаччина                                     | Челленджер | Ґрунт    | Ян Герних             | 3–6, 6–3, 4–6            |

### Парний розряд: 11 (4–7)
| Легенда              |
| -------------------- |
| ATP Челленджер (4–6) |
| ITF Ф'ючерс (0–1)    |

| Фінали за покриттям |
| ------------------- |
| Тверде (2–2)        |
| Ґрунт (2–4)         |
| Трава (0–0)         |
| Килим (0–1)         |

| Результат | В-П | Дата     | Турнір                      | Рівень     | Покриття | Партнер            | Суперники                               | Рахунок                |
| --------- | --- | -------- | --------------------------- | ---------- | -------- | ------------------ | --------------------------------------- | ---------------------- |
| Перемога  | 1–0 | Сер 1998 | Сеговія, Іспанія            | Челленджер | Тверде   | Радек Штепанек     | Хосе Антоніо Конде Рубен Фернандес-Хіль | 6–3, 7–6               |
| Поразка   | 1–1 | Лют 2002 | Белград, Сербія             | Челленджер | Килим    | Ярослав Левинський | Ловро Зовко Душан Вемич                 | без гри                |
| Поразка   | 1–2 | Тра 2002 | Німеччина F2, Есслінген     | Ф'ючерс    | Ґрунт    | Павел Шнобел       | Калле Флюґт Ніклас Тімфйорд             | 4–6, 3–6               |
| Поразка   | 1–3 | Сер 2002 | Бронкс, США                 | Челленджер | Тверде   | Кароль Бек         | Джеймі Дельгадо Арвінд Пармар           | 6–7(6–8), 1–6          |
| Поразка   | 1–4 | Вер 2002 | Стамбул, Туреччина          | Челленджер | Тверде   | Ноам Бер           | Александар Кітінов Ловро Зовко          | 6–4, 4–6, 2–6          |
| Поразка   | 1–5 | Тра 2004 | Острава, Чехія              | Челленджер | Ґрунт    | Лукаш Кубот        | Туомас Кетола Петр Пала                 | 4–6, 4–6               |
| Поразка   | 1–6 | Кві 2005 | Пейджет, Бермудські Острови | Челленджер | Ґрунт    | Міхал Табара       | Джордан Керр Себастьян Прієто           | без гри                |
| Перемога  | 2–6 | Тра 2008 | Острава, Чехія              | Челленджер | Ґрунт    | Сергій Стаховський | Ян Герних Ігор Зеленай                  | 7–6(8–6), 3–6, [14–12] |
| Поразка   | 2–7 | Тра 2008 | Загреб, Хорватія            | Челленджер | Ґрунт    | Сергій Стаховський | Іван Додіг Жуліо Сілва                  | 4–6, 6–7(1–7)          |
| Перемога  | 3–7 | Сер 2008 | Бронкс, США                 | Челленджер | Тверде   | Лукаш Длоуги       | Андреас Бек Мартін Фішер                | 3–6, 6–4, [11–9]       |
| Перемога  | 4–7 | Вер 2008 | Дюссельдорф, Німеччина      | Челленджер | Ґрунт    | Ян Гаєк            | Лукаш Росол Ігор Зеленай                | 1–6, 6–2, [10–7]       |

## Часовий графік результатів
| W | Ф | ПФ | ЧФ | #Р | КТ | К# | DNQ | A | NH |

### Одиночний розряд
| Турніри Великого шлему                 |              |              |              |              |     |     |     |     |     |     |     |        |      |     |
| Відкритий чемпіонат Австралії з тенісу |              |              | 1р           | К2р          | К1р | К1р | К1р | 2р  | 1р  | К2р |     | 0 / 3  | 1–3  | 25% |
| Відкритий чемпіонат Франції з тенісу   |              | К2р          | 1р           | К1р          |     | К3р | К1р | 1р  | 1р  | К3р | К3р | 0 / 3  | 0–3  | 0%  |
| Вімблдонський турнір                   |              |              | 1р           |              | К2р | 1р  | К1р | 2р  | 2р  | 2р  | К1р | 0 / 5  | 3–5  | 38% |
| Відкритий чемпіонат США з тенісу       | К1р          | 1р           |              | К2р          | К2р | К2р | 1р  | 1р  | К3р | К1р | 1р  | 0 / 4  | 0–4  | 0%  |
| В-П                                    | 0–0          | 0–1          | 0–3          | 0–0          | 0–0 | 0–1 | 0–1 | 2–4 | 1–3 | 1–1 | 0–1 | 0 / 15 | 4–15 | 21% |
| Тур ATP Мастерс 1000                   |              |              |              |              |     |     |     |     |     |     |     |        |      |     |
| Індіан-Веллс                           |              |              |              |              |     |     | К1р | 2р  | 1р  | 1р  |     | 0 / 3  | 1–3  | 25% |
| Відкритий чемпіонат Маямі з тенісу     |              |              |              |              |     | К2р | К1р | 1р  | 1р  | К1р |     | 0 / 2  | 0–2  | 0%  |
| Монте-Карло                            |              |              |              | К1р          |     |     |     |     |     |     |     | 0 / 0  | 0–0  | –   |
| Гамбург                                |              |              |              |              |     | К2р |     |     |     |     |     | 0 / 0  | 0–0  | –   |
| Мадрид                                 | Не проводили | Не проводили | Не проводили | Не проводили |     |     |     | 1р  |     |     |     | 0 / 1  | 0–1  | 0%  |
| Мастерс Канада                         |              |              |              |              |     |     |     | К2р |     | К1р |     | 0 / 0  | 0–0  | –   |
| Мастерс Цинциннаті                     |              |              |              |              |     | К2р |     | К2р |     |     |     | 0 / 0  | 0–0  | –   |
| Париж                                  |              |              |              |              |     |     |     | К1р | К1р |     |     | 0 / 0  | 0–0  | –   |
| В-П                                    | 0–0          | 0–0          | 0–0          | 0–0          | 0–0 | 0–0 | 0–0 | 1–3 | 0–2 | 0–1 | 0–0 | 0 / 6  | 1–6  | 14% |